# 頚動脈小体
頚動脈小体（けいどうみゃくしょうたい、英語：carotid bodyまたはcarotid glomus、ラテン語：glomus caroticum）とは、頚動脈の分岐部にある、米粒大の末梢化学受容器である。頚動脈球ともいう。類似の末梢化学受容器としては他に大動脈小体がある。
血中の酸素（O2）および二酸化炭素（CO2）の分圧（濃度）を検知し、またpHや温度の変化にも敏感で、呼吸調節システムの一部をなす。
頚動脈小体を構成する細胞はグロムス細胞と呼ばれる。発生学的には神経上皮に由来し、タイプⅠとタイプⅡからなる。タイプⅠが神経細胞様の受容細胞であり、タイプⅡはグリア細胞である。
脳幹にある化学受容器はCO2に特に敏感なのに対し、頚動脈小体はO2により敏感であり、その情報を呼吸中枢へ送る。頚動脈小体の出力は酸素分圧が約100Torr以上（生理的pHの場合）では低いが、それ以下
になるとタイプI細胞の活動が急速に上昇し、種々の神経伝達物質（アセチルコリン、ATP、ドーパミン、ノルアドレナリン、サブスタンスP、met-エンケファリン）を分泌して次のニューロンを興奮させる。末梢化学受容器の信号は、健康な人では中枢のCO2受容器に比べて二次的な役割しかないが、慢性の高二酸化炭素血症（肺気腫など）の患者では脳脊髄液内のガス分圧に対する感受性が低下することにより、換気に大きな影響を与える。
頚動脈小体からの情報は舌咽神経を通じて延髄の呼吸中枢にフィードバックされる。これらの中枢が呼吸と血圧を調節する。

## 頚動脈小体の疾患
主として頚動脈小体に起こる稀な腫瘍（多くは良性）に、傍神経節腫（paraganglioma）がある。

## 検知のメカニズム
タイプⅠグロムス細胞はO2分圧の低下、CO2分圧の上昇、あるいはpHの低下によって脱分極を起こす。これによって電位依存性カルシウムチャンネルが開き、カルシウムイオンが細胞質内に流入する。さらにこれによって、神経伝達物質を含む小胞のエキソサイトーシスが引き起こされる。
タイプⅠ細胞がO2分圧の低下を検知する機序はまだ明確ではない。ヘムを含む蛋白質があって、これが結合したO2の解離に応答してカリウムチャンネルを抑制するという考えもある。また、酸素分圧の低下によってミトコンドリアのNADPHオキシダーゼが阻害されるとの考えもあり、これによって還元型グルタチオンの割合が増加し、カリウムチャンネルを抑制すると考えられる。さらに家族性傍神経節腫の原因遺伝子として呼吸鎖複合体Ⅱの蛋白質が明らかにされていることから、これが関与するとの考えもある。
CO2分圧が上昇した場合には、CO2が細胞内へ拡散し、水素イオン濃度が上昇することによりこれが検知される。水素イオンはカルシウム依存性カリウムチャンネルのカルシウムを置換することでカリウムの流入を減らす。
アシドーシスになると、細胞内pHを上げるトランスポーター（Na+-H+など）が抑制され、細胞内pHを下げるトランスポーター（Cl--HCO3-など）が活性化される。アシドーシスやアルカローシスはまた、細胞内の水素イオン濃度変化により、CO2分圧検知と共通の経路に直接的な影響を与える。